# Raja-Dinkar-Kelkar-Museum

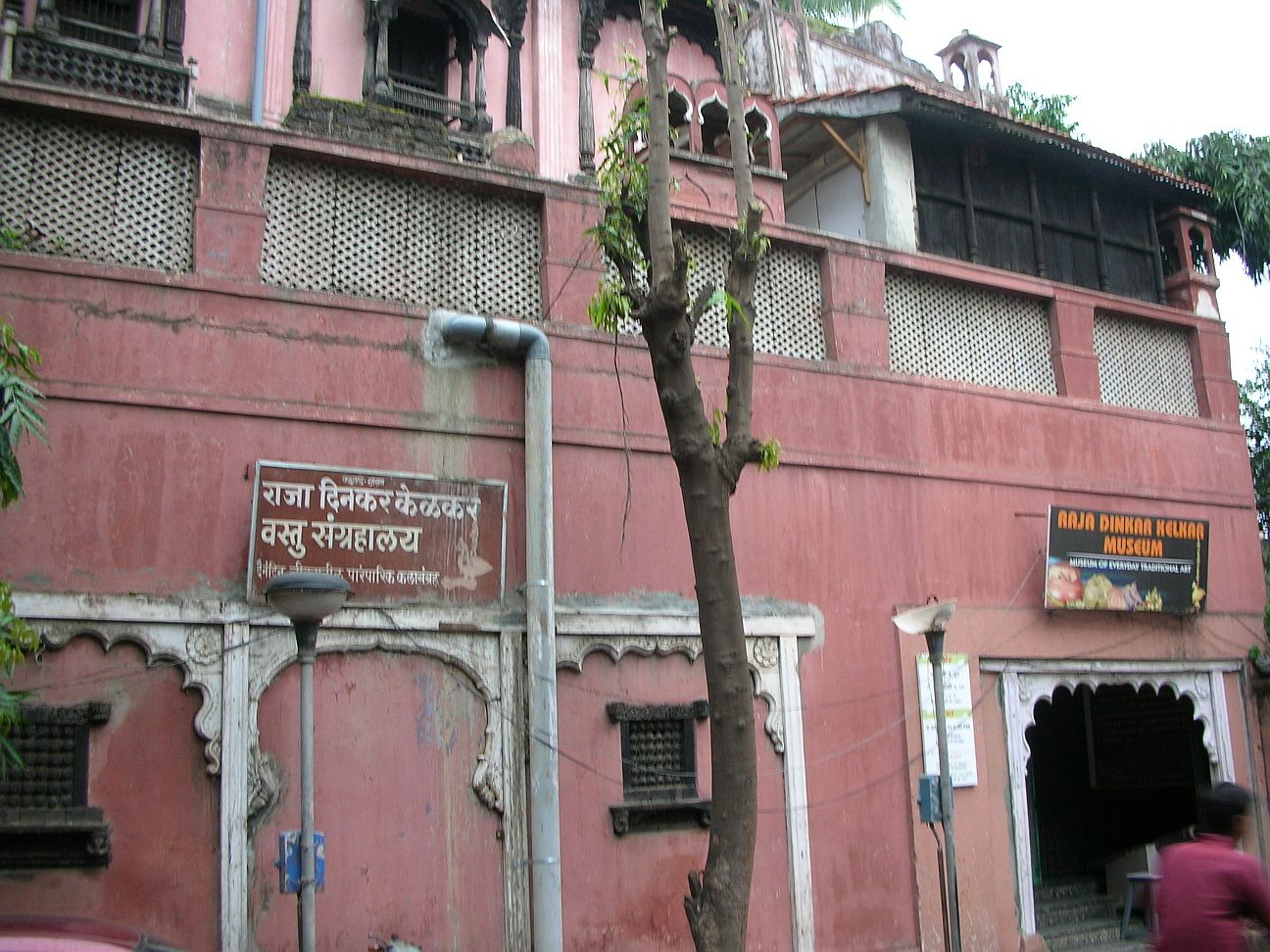
Raja Dinkar Kelkar Museum

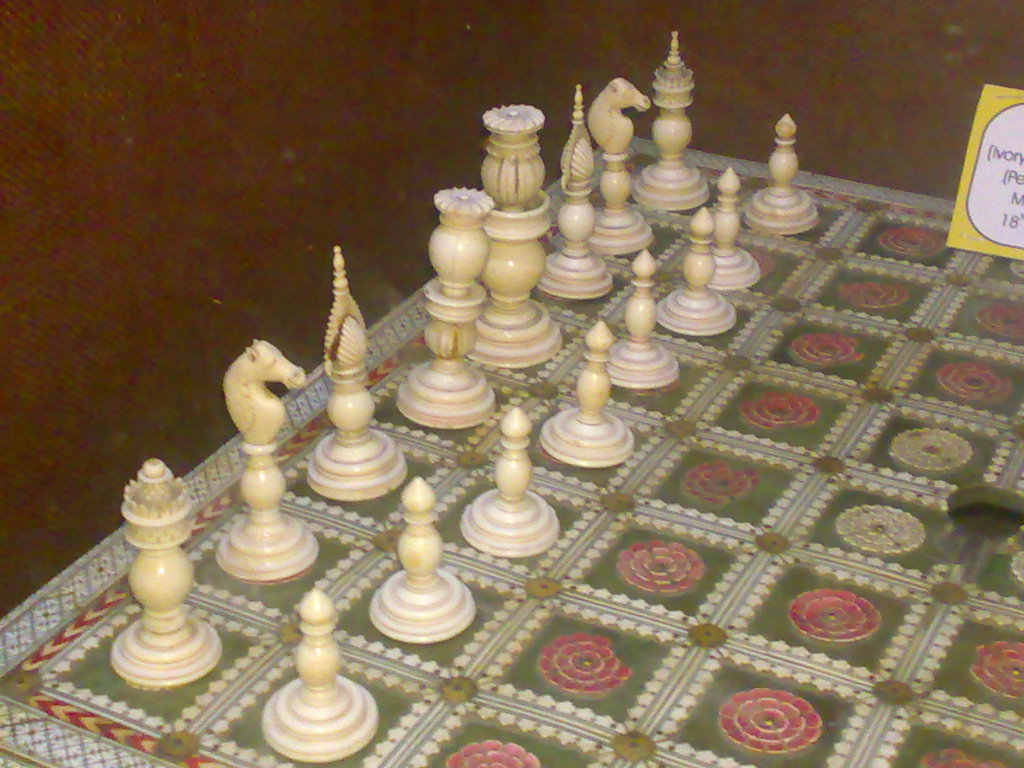
Schachfiguren

Das Raja-Dinkar-Kelkar Museum ist ein kunstgewerbliches Museum in der Altstadt von Pune mit zahlreichen Exponaten aus Maharashtra und ganz Indien.
Entstanden aus der regen Sammeltätigkeit von Dr. D. G. Kelkar (1896–1990), einem Privatmann mit  bescheidenen Mitteln, zählt es heute mit 21.000 Exponaten zu den bedeutendsten Museen der Stadt Pune.

## Chandrashekhar Agashe Abschnitt
Dieser Flügel enthält eine Sammlung alter indischer Musikinstrumente, die dem verstorbenen Industriellen Chandrashekhar Agashe gehören und von seinem Sohn, dem verstorbenen Dnyaneshwar Agashe, gestiftet wurden. Unter seinem Namen verehrt er die Verwandtschaft der Witwe von Chandrashekhar Agashe und des Gründers des Museums, Dr. Dinkar G. Kelkar, mit Vierten.